# Họ Gà lôi nước
Jacanidae là một họ chim trong bộ Charadriiformes.

## Phân loại học

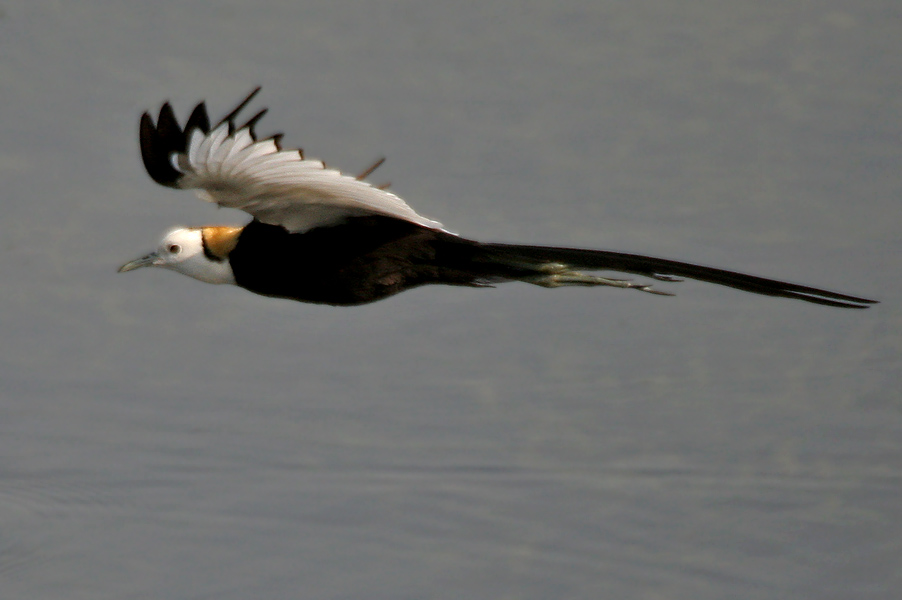
Hydrophasianus chirurgus ở Hyderabad, Ấn Độ.

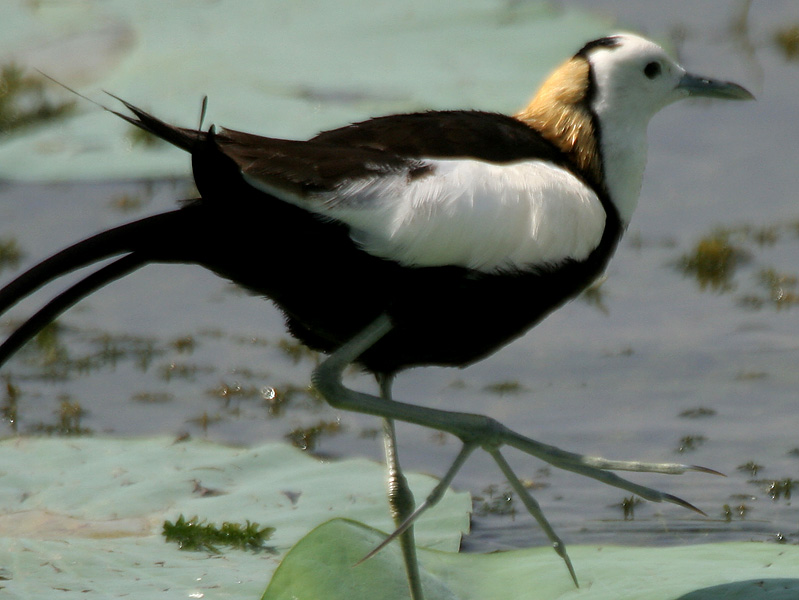
Hydrophasianus chirurgus ở Hyderabad, Ấn Độ.

Họ: JACANIDAE
- Chi: Microparra
  - Microparra capensis
- Chi: Actophilornis
  - Actophilornis africana
  - Actophilornis albinucha
- Chi: Irediparra
  - Irediparra gallinacea
- Chi: Hydrophasianus
  - Hydrophasianus chirurgus
- Chi: Metopidius
  - Metopidius indicus
- Chi: Jacana
  - Jacana spinosa
  - Jacana jacana